# Bernard van Beurden
Bernard van Beurden (Amsterdam, 5 december 1933 - Saint-Front-d'Alemps, 15 mei 2016) was een Nederlands componist en muziekpedagoog.

## Biografie
Op zijn achtste levensjaar speelde Van Beurden al viool en hij componeerde als elfjarige een werk voor viool en cello. Hij deed zijn studie aan het Amsterdams conservatorium in de vakken viool, altviool en later compositie bij Rudolf Escher en Ton de Leeuw.
Zijn composities bestrijken een breed en gevarieerd terrein:
- werken voor symfonieorkest, strijkorkest, muziektheater en balletmuziek
- kamermuziek voor diverse instrumenten en ensembles
- koormuziek, a capella of met instrumentale begeleiding
- werken voor blazers (harmonie, fanfare en blazersensembles)
- werken voor mandolineorkest, waaronder met solistische medewerking van accordeon, fagot en sopraan en strijktrio

Hij schreef muziek bij 21 toneelstukken, zeven muziektheaterstukken (waaronder vier voor de jeugd) en tevens twee kameropera's.
Hij werkte zeven jaar als programmamaker en componist bij de radio bij verscheidene omroepen. Als muziekdocent werkte hij aan de muziekschool en de Theaterschool in Amsterdam en aan het conservatorium in Rotterdam. Hij gaf talrijke workshops in Nederland, maar ook in Zweden, Duitsland, Oostenrijk, Polen, Frankrijk en Portugal, en heeft zich bijzonder ingezet voor de repertoirevernieuwing in de amateur-muziekbeoefening.
In 1974 schreef hij voor het muziekonderwijs het "Werkboek voor muziek van nu", dat zeer succesvol ontvangen werd en in de jaren 70/80 veel gebruikt werd, en ook vertaald werd in het Zweeds.
In 1978 won hij de RAI-prijs van de Prix Italia voor zijn Radiofonisch Oratorium "BAJESMAF".
Zijn composities worden uitgevoerd in Nederland, maar ook in andere Europese landen en in de Verenigde Staten.
Een groot deel van zijn werken kwam tot stand met financiële steun van het Fonds Podiumkunsten.
Voor zijn veelzijdige verdienste als musicus kreeg Bernard van Beurden op 7 december 2003 een koninklijke onderscheiding: Officier in de Orde van Oranje Nassau.
Hij werkte tot aan zijn dood uitsluitend als componist, onder andere aan vijf liederen voor sopraan en koperkwintet.

## Composities

### Werken voor orkest
- 1976 Concert voor Accordeon en orkest
- 1984 Concertino voor saxofoonkwartet, harp, piano, slagwerk en strijkorkest
- 1988 Divertimento ostinato voor blazers, strijkers, harp en slagwerk
- 1989 Amicitia nostra voor gemengd koor, soli, strijkers, blazers, slagwerk en vierhandig piano
- 1989 Soweto voor koor, twee strijkkwartetten, contrabas en slagwerk
- 1992 Hellas concerto voor viool en orkest
- 1992 Auf dem Weg (Op weg) voor strijkorkest
- 1994 Symphonie à trente voor tien trio's
- 1995 Concertino voor Symfonieorkest
- 1995 Cri et gloire du monde voor sopraansaxofoon en orkest
- 2002 Deirdre voor twee sprekers, vrouwenkoor, 2 harpen, slagwerk en strijkorkest op een tekst van Adriaan Roland Holst

### Werken voor harmonie- en fanfareorkest
- 1975 Konzertante Musik voor altviool, blazers en slagwerk
- Concert voor fluit en fanfareorkest
- ER voor popband en fanfareorkest (voor het Holland Festival)
- Pastorale voor viool en harmonieorkest
- 1978 rev.1992 Estampie, voor harmonie- of fanfareorkest
- 1981 Cantus firmus for a playing/talking wind orchestra, percussion and audience - based on fragments from The Magic of Music (for Choir) from Ton de Leeuw
- 1984 Concertante voor viool, altviool en harmonieorkest
- 1984 Concertino voor saxofoonkwartet, harp, piano slagwerk en harmonieorkest
- 1988 La Messe voor solo mezzosopraan, accordeon, cello en symfonisch blaasorkest op teksten van Paul Verlaine
- 1989 Häggsjö concerto voor 8 accordeons, 2 bas accordeons en symfonisch blaasorkest
- 1990 Concerto for large Windorchestra, voor groot harmonieorkest
- 1991 Grenzeloos, voor sopraan en fanfareorkest op teksten uit o.a. de Koran en de Bijbel en het Requiem
- 1992 Concert voor fagot en harmonieorkest
- 1992 Concert voor piccolotrompet, trompet (C), bugel (Flügelhorn) en harmonieorkest
- 1993 From Turkey vijf liederen voor sopraan en klein blaasorkest
- 1995 Concerto medievale voor blazerskwintet en fanfareorkest
- 1995 Poème de l'automne voor fluit en fanfareorkest
- 1995 Requiem van het volk (People's requiem) voor vrouwenkoor, mannenkoor, accordeon en harmonieorkest
- 1997 Motion voor harmonieorkest
- 1998 Concerto da caccia voor octet (2 hobo's, 2 klarinetten, 2 hoorns, 2 fagotten) en fanfareorkest
- 1998 Concerto voor cello en harmonieorkest
- 1998 Game / Jeu voor harmonieorkest
- 1999 Music for a Medieval (K)Night voor harmonieorkest
- 2000 A vous bel ami voor mezzosopraan, altviool, harp en fanfareorkest
- 2003 Songs of the sky loom voor acteur, koor en harmonieorkest
- 2004 Boulevard des Misères voor tenor, basbariton, bas, vrouwenkoor, harmonieorkest en twee vertellers
- 2007 Moving voor klarinetkwartet (es, bes, alt en bas) en harmonieorkest
- 2007 Concerto, voor baritonsaxofoon en harmonieorkest - geschreven voor Andreas van Zoelen en opgedragen aan Jan Hermans
  1. Allegro agitato
  2. A la valse
  3. Adagio (molto legato)
  4. Allegro energico (staccato)
- 2009 Four Movements for Saxophone Quartet and Wind Orchestra voor saxofoonkwartet en harmonieorkest
- 2010 In Connection With voor dwarsfluit/piccolo en harmonieorkest

### Muziektheater
- 1980 Bajesmaf oratorium
- 1994 Repelsteeltje van de Lavenlots opera voor kinderen, voor 3 acteurs, 3 stemmen en klein ensemble, tekst: Imme Dros
- 1996 Deirdre en de zonen van Usnach Cantate voor sopraan, alt, tenor, bariton en ensemble - op een tekst van Adriaan Roland Holst
- 1998 Pour un tombeau d'Anatole voor mezzosopraan en ensemble - op tekst van Stéphane Mallarmé
- 2000 Kleine kleine zeemeermin voor acteur, 3 vocaalsolisten, klein koor en klein ensemble; tekst: Imme Dros
- 2000 Passio voor ensemble
- 2003 Tereus 4 vocaal solisten, vocaal-ensemble en instrumentaal ensemble; libretto: Imme Dros

### Vocaal- en koormuziek
- 1972 I am Ericka voor gemengd koor
- 1983 Uit een bundel voor gemengd koor en piano op een tekst van J. Bernlef
- 1997 Wie is Lilith? voor sopraan, mezzosopraan, alt, tenor en bariton op teksten van Lucebert
- 2003 The end of Troy voor vrouwenkoor en fagot
- 2003 Trois poèmes de femmes voor sopraan en fluit
- 2010 Poems from Guantánamo voor kamerkoor en groot gemengd koor
- 2010 Autour d’une femme voor kamerkoor, accordeon, harp en spreekstem
- 2011 Missa Poetica voor gemengd koor en orgel op teksten van Lucebert

### Werken voorAccordeon
- 1975 Mini-Musik 2 und 3 voor accordeon
- 1986 Tout à coup(e) mondiale voor accordeon
- 1996 Concertino voor hobo en Accordeon-kwintet
- 1996 Medieval dances voor accordeonkwintet

### Werken voor mandoline- en gitarenorkest
- 1997 Reflexion pastorale voor mandoline-ensemble
- 1998 Zwischen die Nachrichten voor sopraan en mandolineorkest
- 1999 Sonata da chiesa voor fagot en mandolineorkest
- 2000 4 Mouvements voor accordeon en mandoline- en gitaarorkest
- 2003 Le silence du moment voor mandolineorkest

### Kamermuziek
- 1964, herzien 1996 Trio Piccolo, voor fluit, viool en viola ingrandita
- 1976 Trip drie spelers: Accordeon, 2 melodie-instrumenten, klein Slagwerk
- 1981 Les deux voor klarinetkwartet
- 1987 Music for Solo-Bassoon
- 1990 Le cheval voor mezzosopraan, accordeon en cello op teksten van Jacques Prévert
- 1990 Triptych voor solofagot en een slagwerker
- 1991 For Strings voor strijkkwartet
- 1994 Victory of the dead point voor saxofoon en tuba - tekst van Erich Fried
- 1997 FBI voor 2 fagotten
- 2000 Trio à cordes voor viool, altviool en cello
- 2003 Pas de trois voor sopraansaxofoon of klarinet, tenorsaxofoon of basklarinet of fagot en piano
- 2003 Trois sonnets voor sopraan en drie strijkers

## Boeken en publicaties
- 1974 Werkboek voor muziek van nu (ook vertaald in het Zweeds)

## Prijzen en onderscheidingen
- 1978 Prijs van de RAI van Prix Italia voor zijn radio-oratorium Bajesmaf
- 7 december 2003 onderscheiden door Koningin Beatrix tot Officier in de Orde van Oranje Nassau